# Costa Rica ai XIX Giochi olimpici invernali
La Costa Rica partecipò ai XIX Giochi olimpici invernali, svoltisi a Salt Lake City, Stati Uniti, dall'8 al 24 febbraio 2002, con una delegazione di 1 atleta impegnato in una disciplina.